# Soupe draw
La soupe draw, que l'on peut traduire par « soupe mêlée », est le nom des soupes du sud-est et du sud-ouest du Nigeria qui sont faites à partir de feuilles de gombo, d'ogbono (Irvingia gabonensis) ou d'ewedu (jute). Le nom dérive de la viscosité épaisse caractéristique du bouillon lorsqu'il sort du bol lorsqu'il est mangé soit avec une cuillère, soit, plus typiquement, en y trempant un petit morceau de solide (foufou). La soupe Draw peut être servie avec de nombreux plats nigérians à base de foufou, notamment l'eba (garri) et l'igname pilée. L'ewedu peut être utilisé pour préparer une soupe yoruba qui est traditionnellement servie avec de l'amala.

## Ingrédients
Les ingrédients pour la soupe Draw comprennent du gombo (ilá), de l'ogbono (facultatif), des légumes ugu, des feuilles d'uziza, des caroubes, du poivre, des écrevisses, de l'ogiri okpei (facultatif), de la viande, du poisson, de l'huile rouge ou de l'huile de palme.